# Sant Pau – Dos de Maig
Sant Pau | Dos de Maig - stacja metra w Barcelonie, na linii 5. Stacja została otwarta w 1970.